# Бисе су Кришо
Бисе су Кришо (фр. Bissey-sous-Cruchaud) насеље је и општина у источном делу централне Француске у региону Бургоња, у департману Саона и Лоара која припада префектури Шалон сир Саон.
По подацима из 2011. године у општини је живело 338 становника, а густина насељености је износила 30,12 становника/km². Општина се простире на површини од 11,22 km². Налази се на средњој надморској висини од 300 метара (максималној 468 m, а минималној 191 m).

## Демографија
| 1962. | 1968. | 1975. | 1982. | 1990. | 1999. | 2011. |
| ----- | ----- | ----- | ----- | ----- | ----- | ----- |
| 269   | 270   | 245   | 248   | 279   | 334   | 338   |

График промене броја становника у току последњих година